# 台風娘がやって来た
『台風娘がやって来た』（たいふうむすめがやってきた）は、1968年10月12日から1969年1月4日まで、朝日放送制作・TBS系の土曜20:00 - 20:56（JST）に放送された日本のテレビドラマ。全13回。カラー放送。主演は高見エミリー。

## 概要
夫婦静かな生活に、突然、混血児でアメリカ育ちの娘がやって来て、一家は台風の様な大騒ぎになる。
当時モデルとして活躍していた高見エミリー（後の鳩山邦夫夫人・鳩山エミリー）の初主演作だが、3ヶ月で終了。これにより、『伝七捕物帳』（高田浩吉版）、『お多江さん』と続いてきた朝日放送制作のドラマは終了（以上全てカラー放送）。以後現在に至るまで、この枠では在阪局（朝日放送→毎日放送）制作の番組は放送されていない。また朝日放送は、1975年4月の腸捻転解消でNET→テレビ朝日ネットに代わっても、土曜20時枠で自社制作番組をネットした事はない。

## 出演者
- エミリー：高見エミリー
- 森山一夫：宍戸錠
- 森山峰子：桜町弘子
- おじいちゃん：志村喬
- おばあちゃん：坪内美詠子
- 君枝（エミリーの母）：香川京子
- フランキー堺
- 健吉：頭師佳孝
- 五郎（質屋の若主人）：長門勇
- リンダ：イーデス・ハンソン

## スタッフ
- 原作：城森静子
- 脚本：北村篤子
- 演出：西村大介

## サブタイトル
| 回 | 放送日          | サブタイトル                 |
| -- | --------------- | ---------------------------- |
| 1  | 1968年 10月12日 | ようこそエミリー             |
| 2  | 10月19日        | ダメよ、エミリー             |
| 3  | 10月26日        | エミリー台風                 |
| 4  | 11月2日         | グランパよ、エミリー         |
| 5  | 11月9日         | エミリーは孫娘               |
| 6  | 11月16日        | タローとエミリー             |
| 7  | 11月23日        | トラブルねエミリー           |
| 8  | 11月30日        | おもろいやろエミリー         |
| 9  | 12月7日         | 空からこんにちはエミリー     |
| 10 | 12月14日        | 勉強しなさい、エミリー       |
| 11 | 12月21日        | すし食いねェ、エミリー       |
| 12 | 12月28日        | マミイがやって来た、エミリー |
| 13 | 1969年 1月4日   | おめでたやエミリー           |

## コミカライズ
- 望月あきらによって、小学館の学習雑誌「小学五年生」に連載された。

## 参考資料
- テレビドラマデータベース

| TBS系 土曜20時枠 【当番組まで朝日放送制作枠】 | TBS系 土曜20時枠 【当番組まで朝日放送制作枠】 | TBS系 土曜20時枠 【当番組まで朝日放送制作枠】 |
| 前番組                                        | 番組名                                        | 次番組                                        |
| --------------------------------------------- | --------------------------------------------- | --------------------------------------------- |
| お多江さん                                    | 台風娘がやって来た                            | プロ・スパイ ※TBS制作                         |